# Алън Кънингам (ботаник)
Алън Кънингам (на английски: Allan Cunningham) е английски ботаник, пътешественик-изследовател.

## Ранни години (1791 – 1816)
Роден е на 13 юли 1791 година в квартал Уимбълдън, Лондон, Англия. По препоръка на баща си записва да следва право, но скоро се увлича от ботаниката. Започва работа в ботаническата градина на Лондон, където се запознава с известните по това време естественици Робърт Браун и сър Джоузеф Банкс. По препоръка на двамата през 1814 – 1816 пътува до Бразилия, от където донася множество хербарии и нови растения.

## Изследователска дейност (1816 – 1829)
На 28 септември 1816 отплава от Англия и на 20 декември пристига в Сидни, Австралия, където през 1817 се включва като ботаник в експедицията на Джон Оксли, с когото преминава над 1200 мили отвъд Сините планини в басейна на реките Лахлан и Макуори. Събира над 450 вида растения, много от които все още неизвестни на науката.
От края на 1817 до 1822 участва отново като ботаник в голяма морска експедиция възглавявана от Филип Паркър Кинг около Австралия. Ботаническата колекция на Кънингам след приключването на плаването включва няколко хиляди хербария и над 300 нови вида.
От септември 1822 до януари 1823 извършва нова експедиция западно от Сините планини и отново донася множество нови видове флора.
През 1823 с пет души и пет коня тръгва от Батърст (33°25′ ю. ш. 149°35′ и. д. / 33.416667° ю. ш. 149.583333° и. д., в Югоизточна Австралия) на север. На 2 юни открива и преминава през прохода Пандора в хребета Ливърпул, открива река Баруон и на 27 юни се завръща в Батърст.
През 1824 извършва експедиция в района на днешната столица Канбера.
От 28 август 1826 до 20 януари 1827 извършва пътешествие до Нова Зеландия.
През 1827 изследва районите на север от хребета Ливърпул, като открива реките Гуайдир и Макинтайр (притоци на Дарлинг) и Дюмареск и равнината Дарлинг-Даунс, ограничена на север от река Кондамайн.
През 1829 изследва басейна река Бризбейн.

## Следващи години (1830 – 1839)
През 1831 се завръща в Англия с огромно количество растителни колекции, които са дарени на ботаническия музей в Лондон.
През 1837, вече като ботаник на държавна служба, се завръща в Австралия и продължава проучвателната си дейност, като през 1838 участва в една от множеството експедиции на Уилям Колензо по Северния остров на Нова Зеландия.
Умира от туберкулоза на 27 юни 1839 година в Сидни, Австралия, на 47-годишна възраст.

## Памет
На името на Кънингам са наименувани множество видове растения открити за първи път от него.